# Parque Deportivo Olímpico Juvenil de Nankín
El Parque Deportivo Olímpico Juvenil de Nankín (en chino simplificado, 南京青奥体育公园) es un complejo deportivo ubicado en el Distrito Pukou, Nankín, China. Su construcción comenzó en diciembre de 2011, para su uso como una de las sedes de los Juegos Olímpicos de la Juventud de 2014. El complejo, que ocupa alrededor de 1 km² de tierra, consiste en un estadio principal con otras instalaciones deportivas menores.

## Estadio principal
El estadio principal consta de 2 partes, un estadio cubierto con capacidad para 20 000 espectadores y una instalación descubierta que puede albergar a 18 000 personas. Inaugurado en noviembre de 2017,  el estadio cubierto es el más grande de China. Puede albergar un variado rango de deportes, como baloncesto, bádminton, hockey sobre hielo y competiciones de gimnasia artística.

## Otras instalaciones
Durante los Juegos Olímpicos de la Juventud de 2014, se construyeron algunas instalaciones temporales y permanentes, como un parque BMX, una cancha de rugby 7, una de hockey, un circuito de pentatlón moderno y un estadio de voleibol de playa. En el parque también se encuentra un museo olímpico.

## Torneos disputados
- Juegos Olímpicos de la Juventud de Nankín 2014
- Juegos Mundiales de Patinaje 2017
- Campeonato Mundial de Bádminton de 2018[6]
- Copa Mundial de Baloncesto de 2019[5]

| Predecesor: Štark Arena Belgrado, 2022 | Sede del Campeonato del Mundo de Atletismo en Pista Cubierta Nankín, 2023 | Sucesor: Emirates Arena Glasgow, 2024 |